# سهیل دانش‌اشراقی
سهیل دانش اشراقی (زاده اسفند ۱۳۶۲ تهران) طراح صحنه و لباس ِسینما و تئاتر، طراح داستان مصور، مدیر هنری بازی‌های رایانه‌ای و گیتاریست اهل ایران است. وی برنده سیمرغ بلورین طراحی صحنه در سی و نهمین جشنواره فیلم فجر برای فیلم روزی روزگاری آبادان است.

## زندگی‌نامه
متولد سال ۱۳۶۲ است و کارشناسی گرافیک خود را از دانشکده هنرهای زیبای دانشگاه تهران گرفت. وی فعالیت خود را به عنوان کاریکاتوریست در سال ۱۳۷۵ با همکاری در مجلات کیهان کاریکاتور، طنز و کاریکاتور، توانا، همشهری، جام جم، حیات نو، سروش جوان، دوست و روزنامه ایران آغاز نمود.
دانش اشراقی فعالیتش را در زمینه پویانمایی در سال ۱۳۷۵ در برنامه‌های پویانمایی جمشید و خورشید، آریو، سفر به سرزمین دور آغاز کرد. وی در زمینه‌های گوناگون گرافیک و طراحی فعالیت دارد. چهارمین نمایشگاهی انفرادی آثار وی در خانه کاریکاتور ایران برگزار شده‌است.
سهیل دانش اشراقی در زمینه طراحی فضا و شخصیت بازی‌های رایانهٔ ایرانی مانند سوشیانت  فعالیت داشته و همچنین مدیریت هنری بازی‌های گرشاسپ: گرز ثریت و آسمان دژ را نیز عهده‌دار بوده‌است.
او به عنوان طراح کانسپت و استوری برد، کار خود را در سینمای ایران با فیلم راه آبی ابریشم آغاز کرد. در فیلم‌ها و سریال‌هایی همچون بادیگارد، سریال ماه‌تی‌تی، به وقت شام و ... طراح کانسپت بود. او همچنین عضو تیم طراحی کانسپ فیلم‌های خارجی‌ای همچون کرمپوس, نینگیو و ... نیز بوده است.
طراحی صحنه و لباس را از سال ۱۳۹۵ با تئاتر‌های: لامبورگینی، موزیکال الیور توئیست، مرد بالشی، نفرین قحطی‌زدگان و... آغاز کرد. از آثار او در سینما در سمت طراح صحنه می‌توان به فیلم‌های سینمایی مسخره‌باز، روز صفر و روشن اشاره کرد. او برای فیلم‌های مسخره باز و روز صفر کاندید دریافت سیمرغ بلورین از جشنواره فیلم فجر و برای روزی روزگاری آبادان برنده این جایزه شد.
او همچنین در سال ۱۳۹۹ اولین رمان خود با نام نرفتن را منتشر کرد.

## سینما
- بی مادر (۱۴۰۰) (طراح صحنه)
- فیلم کوتاه دشمن عزیز (۱۴۰۰) (نویسنده و کارگردان)
- خائن کشی (۱۳۹۹) (طراح صحنه)[۱۹]
- روزی روزگاری آبادان ( ۱۳۹۹) (طراح صحنه و لباس)
- ملخ (۱۳۹۹) (طراح صحنه)
- فیلم کوتاه زنِ مردِ نقاش ( ۱۳۹۹) (نویسنده و کارگردان)[۲۰]
- روشن ( ۱۳۹۹) (طراح صحنه)
- روز صفر (۱۳۹۸) (طراح صحنه)
- مسخره باز (۱۳۹۷) (طراح صحنه)
- به وقت شام (۱۳۹۶) (طراح کانسپت)
- پدیده (۲۰۱۶) (طراح پوستر)
- نینگیو (فیلم کوتاه، ۲۰۱۶) (دپارتمان هنری)
- بادیگارد (۱۳۹۴) (طراح کانسپت)
- راه آبی ابریشم (۱۳۸۸) (طراح کانسپت)
- کرمپوس (۲۰۱۵) (طراحی جلوه‌های ویژه)
- آریو پهلوان کوچک (مجموعه انیمیشن ۱۳۹۰) (طراح استوری برد)[۲۱]
- سفر به سرزمین دور (۱۳۸۶) (طراح استوری برد)
- جمشید و خورشید (۱۳۸۴) (جلوه‌های ویژه)

## جوایز و انتخابات
- جایزه مسابقه دوم کاریکاتور رونان لویه در سازمان ملل در سال ۲۰۰۰
- جایزه دوم مسابقه اولنس در بلژیک سال ۱۹۹۸[۲۲]
- دیپلم افتخار مسابقه زاگرب سال ۲۰۰۰[۲۳]
- دیپلم افتخار مسابقهٔ TWFC-Worldwide BE TOBACCO FREE فلوریدا[۲۴]
- نامزد سیمرغ بلورین طراحی صحنه در سی و هفتمین جشنواره فیلم فجر برای فیلم مسخره باز[۲۵]
- سیمرغ بلورین طراحی صحنه در سی و نهمین جشنواره فیلم فجر برای فیلم روزی روزگاری آبادان سال ۱۳۹۹